# Villastar (kommunhuvudort)
Villastar är en kommunhuvudort i Spanien.   Den ligger i provinsen Provincia de Teruel och regionen Aragonien, i den östra delen av landet, 220 km öster om huvudstaden Madrid. Villastar ligger 861 meter över havet och antalet invånare är 318.
Terrängen runt Villastar är kuperad åt sydost, men åt nordväst är den platt. Villastar ligger nere i en dal. Runt Villastar är det mycket glesbefolkat, med 4 invånare per kvadratkilometer. Närmaste större samhälle är Teruel, 8,1 km nordost om Villastar. Omgivningarna runt Villastar är i huvudsak ett öppet busklandskap.